# Ніковський Андрій Васильович
Андрі́й Васи́льович Ніко́вський (псевдоніми: А. Василько, Приходько, Стефанович Йосип, Танаскович, Яринович А.; криптоніми: А., А. В., А. Н., В., В. А. тощо 14 (26) жовтня 1885, Малий Буялик Херсонської губернії — 1942, Ленінград) — український громадський і політичний діяч, міністр закордонних справ в уряді УНР, активний член ТУП і УПСФ, літературознавець, мовознавець, журналіст.

## Біографія
Андрій Ніковський народився 3 жовтня 1885 року в селі Малий Буялик Херсонської губернії (тепер село Іванове Лиманського району Одеської області).
Мати — селянка з-над Березані Одеського повіту, батько писався очаківським міщанином, а походив з якихось дрібних панів з Київщини.
Учився Андрій Васильович у народній школі, яку скінчив 1897 року. Випадком вступив до гімназії, а до того служив хлопчиком при лазні Ісаковича в Одесі.
Скінчив одеську 5-ту гімназію року 1905 і вступив до Новоросійського Університету на природничий факультет.
Перейшовши на історично-філологічний факультет, вибрав слов'яноруський відділ, де працював, головним чином, під керівництвом професора В. М. Ляпунова. Бувши студентом, їздив на діалектологічні студії в Хотинщину, де поробив записи в селах Кулішівці та Вітрянці (поблизу станції Романкауци) і в селі Кельменцях (коло Ларги). Ці матеріали залишились у рукопису. В університеті ж почав ширшу працю над мовою Квітки-Основ'яненка, але станом на 1918 рік вона не була скінчена.
Писати почав року 1907-го дописами в газетах «Рідний Край» і «Рада». З 1908 року зробився постійним співробітником і дописувачем до газети «Рада».
Року 1912-го, по скінченню університету, був запрошений на посаду вчителя російської мови і літератури у старші класи жіночих міністерських гімназій Белен-де-Баллю і Висковатової. Учителював один шкільний рік.
Року 1913-го переїхав до Києва на посаду редактора газети «Рада». Редагування провадилося з 1-го липня 1913 року по 20-те липня 1914 року, коли в день оповіщення війни з Німеччиною генерал Іванов закрив газету «Рада» на весь час війни.
З вересня по листопад 1914-го року був редактором «Літературно-наукового вістника», а тоді, по закриттю цього журналу, був обраний на редактора журналу «Основа» в Одесі, що його вийшло 3 книжки, а по закриттю і цього часопису — І книжки альманаху «Степ» (1916 року).
В «Літературно-Науковому Вістникові» почав писати з року 1913-го. Писав також у «Світлі», в «Україні», «Основі», «Степові», «Украинской Жизни», «Громаді», «Кооперативній Зорі», тощо.
Бувши секретарем одеської «Просвіти», книгарем і бібліотекарем її, опорядив бібліотеку Леоніда Смоленського (котра потім перейшла до Одеської Публічної Бібліотеки). Читав у «Просвіті» реферати про Винниченка, Олеся, Вороного, Заньковецьку та інше, У Науковім Товаристві в Києві робив доповіді на теми: 1) Драматизм і екзотичність сюжету в творах Лесі Українки; 2) Теорія Шахматова про походження і розселення слов'янства східного; 3) Рукописний словник Я. Головацького.
З початком революції відновив (25 березня 1917 року) видання газети під назвою «Нова Рада», що її закривали під час першого приходу большевиків у Київ (в січні 1918 року), під час гетьманського перевороту (квітень 1918 р,), під час повстання Директорії (з наказу кн. Долгорукова в листопаді 1918 р.) і в лютім 1919 р. з приходом совітського правительства у Київ. Всі ці перерви, виключаючи останню, були недовгі.
У середині травня 1918 року частина опозиційних до гетьманського уряд українських сил утворила Український національно-державний союз (УНДС), на чолі якого став Андрій Ніковський. Це об'єднання згуртувало такі партії, як УПСФ, УПСС, УДХП, Українську трудову партію, а також Поштово-телеграфну спілку та Раду залізниць. Уже в серпні до союзу долучилися дві найсильніші українські політичні партії — соціалісти-революціонери та соціал-демократи, внаслідок чого з назви УНДС прибрали слово «державний». А в вересні замість Андрія Ніковського союз очолив Володимир Винниченко, після чого почалася підготовка до збройного повстання проти Гетьманату Павла Скоропадського.
В час української державності 1917—1919 років співпрацював з Сергієм Єфремовим у громадському й літературному житті України. Разом із ним працював у київській «Раді», головним редактором щоденника «Нова Рада». У середині вересня 1919 року в Києві відновлено призупинене за радянського часу видання газети «Рада» під редакцією А. Ніковського та за участю С. Єфремова. Включившись активно в будівництво української державності, Ніковський член Центральної Ради і заступником її голови, головою протинімецького Українського Національного Союзу під час німецької окупації в 1918 р.
Емігрував разом з урядом УНР до Польської республіки, де в 1920 році займав пост міністра закордонних справ в уряді Прокоповича. 30 серпня 1920 в Тарнові (Польська республіка) відбулося засідання РНМ УНР, на якому ухвалено утворити комісію для розробки проекту Конституції УНР на чолі з міністром закордонних справ А. Ніковським; за основу для подальшого обговорення (від 2 вересня до 1 жовтня) взято проект конституції Всеукраїнської Національної Ради.
12 травня 1922 р. у Варшаві заснував серед українських емігрантів, що співчували радянській владі, групу «поворотівців» — тих, хто бажав повернутися в Україну.
Прибувши 1923 р. в Українську СРР, зосередився на науковій роботі як мовознавець і літературний критик. Активно співпрацював з ВУАН як член комісії для складання словника живої української мови і як член Історично-літературного товариства, виголошуючи в 1925 р. в рамках прилюдних доповідей Історично філологічного відділу ВУАН доповіді про проблеми української літературної мови, про роботу Б. Грінченка над словником української мови, про мову в творах О. Олеся та інших. Водночас вів далі свою літературно-критичну діяльність, виявлену ще 1919 року книжкою критичних нарисів «Vita Nova» про тодішніх поетів-новаторів Павла Тичину, Михайла Семенка, Якова Савченка і Максима Рильського, беручи участь з 1927 р. у роботі над виданням творів Лесі Українки (за ред. Б. Якубського) і пишучи вступні статті до видань «Бурлачки» І. Нечуя-Левицького (1926), його ж «Миколи Джері» (1927), «Ніоби» О. Кобилянської (1927), «Оповідань» Т. Бордуляка (1927), «Конотопська відьма» Квітки-Основ'яненка (1927), «Гамлета» В. Шекспіра (1928) та ін. Перекладав М. Гоголя, Джека Лондона, писав статті до українських видань творів цих митців.
Офіційна радянська критика вбачала в ньому представника «внутрішньої еміграції» в Україні. 1929 року разом з Єфремовим ув'язнений, засуджений у 1930 р. як один із імовірних керівників Спілки визволення України. Попри абсурдність звинувачень, А. Ніковський змушений «признатися», що свою прихильну рецензію на відомий роман В. Підмогильного «Місто» він написав з метою завербувати Підмогильного в члени СВУ. Смертний вирок Ніковському, оголошений на процесі, замінено на вісім років ув'язнення. Покарання відбував на Соловках. По завершенні терміну постановою Управління НКВС вирок було скасовано і справу закрито. Звільнений 21 квітня 1940, після чого жив у доньки в Ленінграді. Помер 1942 року в блокадному Ленінграді, місце поховання невідоме.

## Доробок
- Vita nova: критичні нариси [Архівовано 5 листопада 2021 у Wayback Machine.]. П. Тичина, М. Семенко, Я. Савченко, М. Рильський. — Київ, 1919. — 143 с.

### Окремі статті[5]
- Українська література в 1913 році // ЛНВ, 1914. ч. 1 [Архівовано 31 жовтня 2021 у Wayback Machine.]. с. 151—163.

## Вшанування пам'яті
- В Києві існує вулиця Андрія Ніковського[6].
- Постановою № 184-VIII Верховної Ради України від 11 лютого 2015 року 130 років із дня народження відзначалося на державному рівні.[7][8]